# Fárnek Dávid
Fárnek Dávid, Egyházy Dávid (Nagyveleg, 1792 – 19. század) evangélikus lelkész, esperes, költő.

## Élete
1816. november 13-ától a jénai egyetemen tanult, azután prédikátor volt Szákon Komárom megyében; később esperes és a dunántúli evangélikus consistorium ülnöke.

## Munkái
Több költeményt irt a Szépliteraturai Ajándékba (1822–27.) és az Uraniába (1829–31.); cikkei a Tudom. Gyüjteményben (1823. IX. A hársfának szép és hasznos tulajdonságairól, XI. Superintendens Giszeke Miklós emlékezete, 1830. V. A magyarországi nevezetesebb fürdők.)
Kéziratai: Gödör György életismertetése, költeményei s nehány balladája 1818–27.